# Chiahudshi
Chiahudshi (Chiahutci, Little Chiaha, Little Chehaw), nekadašnje selo Chiaha Indijanaca koje se nalazilo oko milju i pol zapadno od grada Hitchiti, blizu Auhegee Creeka u istočnoj Alabami.
Po nekim autorima i u ovom selu govorio se jezik hitchiti, koji je prešao granice teritorija plemena Hitchiti